# Alex Manninger
Alexander Manninger (ur. 4 czerwca 1977 w Salzburgu) – austriacki piłkarz występujący na pozycji bramkarza. Były reprezentant Austrii.

## Kluby austriackie
Manninger jest wychowankiem klubu Austria Salzburg, w sezonie 1995/1996 był na wypożyczeniu w pierwszoligowym SK Vorwärts Steyr. W I lidze zadebiutował meczem z Grazer AK. Dobra postawa w tym meczu zadecydowała, że 19-letni Manninger latem 1996 przeszedł do tego klubu. Po kontuzji podstawowego bramkarza Franka Almera, Alex zadebiutował w meczach Pucharu UEFA z Interem Mediolan. Na stadionie Giuseppe Meazzy Grazer przegrał 1:0, w Kapfenbergu wygrał 1:0 i w ostateczności o wygranej decydowały rzuty karne, w których GAK przegrał 5:3, zaś Manninger nie obronił żadnej jedenastki. Od tego czasu był podstawowym bramkarzem w klubie.

## Arsenal
W czerwcu 1997 Manninger został ściągnięty do Arsenalu jako zmiennik Davida Seamana. Został tym samym pierwszym austriackim piłkarzem, który zagrał w Premier League. W swoim pierwszym sezonie Manninger wobec kontuzji Seamana zastępował go w meczach ligowych. Nie puścił bramki przez 6 kolejnych meczów, czym wyrównał rekord Jimmy’iego Ashcrofta. Został również wybrany najlepszym piłkarzem miesiąca w marcu 1998.
Po zakupie Richarda Wrighta, Manninger wolał zostać wypożyczony do Fiorentiny niż być trzecim bramkarzem Arsenalu. Przez cztery lata gry w Anglii zagrał w 64 meczach: 39 ligowych, 17 pucharowych i 8 Ligi Mistrzów. Z klubem zdobył również w roku 1998 mistrzostwo Anglii i jej puchar.

## Serie A
W Serie A zadebiutował w barwach Fiorentiny przegranym 4:1 meczem z US Lecce. Łącznie w barwach klubu z Florencji zagrał 24 mecze. Po jej degradacji do Serie C2, w lipcu 2002 Manninger przeszedł za 960 tysięcy funtów do Espanyolu Barcelona. W barwach katalońskiego klubu nie rozegrał żadnego ligowego meczu i już w styczniu 2003, 25-letni bramkarz wrócił do Włoch, by reprezentować barwy Torino FC W czerwcu tego samego roku przeszedł do Bolonii, gdzie przez rok nie zagrał w żadnym meczu ligowym, a w 2004 został wypożyczony do AC Siena. Po roku gry w Toskanii powrócił do swego pierwszego klubu Red Bull Salzburg.
W sezonie 2005/2006 zagrał w 16 ligowych meczach, zaś w 2006 powrócił w ramach dwuletniego wypożyczenia do AC Siena. Jako podstawowy golkiper zagrał w barwach Bianconerich 64 mecze. Po zakończeniu wypożyczenia w 2008 przeszedł do Udinese Calcio, by już po kilku tygodniach przejść do Juventusu. Został drugim bramkarzem pozyskanym w lecie 2008 przez turyński klub, po Antonio Chimentim, również z Udinese.
Wobec kontuzji Gianluigiego Buffona Manninger zagrał do 22 marca 2009 w barwach Juventusu 15 meczów w Serie A i 4 w Lidze Mistrzów.

## Kariera reprezentacyjna
W reprezentacji Austrii Manninger zadebiutował w wieku 22 lat w towarzyskim meczu ze Szwecją w sierpniu 1999. Do 2002 był zmiennikiem Franza Wohlfahrta, od 2002 walczy o miejsce w pierwszym składzie z Jürgenem Macho i Helge Payerem. Został powołany na Mistrzostwa Europy w Piłce Nożnej 2008, gdzie był rezerwowym bramkarzem.